# Torres del Turó de Sant Francesc
Les torres del turó de Sant Francesc són tres torres de planta rodona construïdes al segle xix al municipi d'Olot i declarades Bé cultural d'interès nacional. Una d'aquestes està situada a l'entorn del cràter del volcà del Montsacopa o de Sant Francesc i recorda les guerres carlines. La seva situació és totalment ruïnosa, igual que les seves bessones situades concretament al volcà de les Bisaroques i al volcà de Montolivet. Estan fetes amb pedra volcànica, tenien una porta d'accés i planta baixa i pis amb nombroses espitlleres. Són de planta rodona.

## Història
Olot es va veure sotmesa durant el primer terç del segle xix a importants fets d'armes que condicionaren fortament el desenvolupament normal de la ciutat: la Guerra del Francès del 1808 i la Primera Guerra carlina, del 1833, fan de la ciutat objecte d'invasions, crema de convents i setges. Els francesos, en entrar a Olot, construiran diverses torres de defensa a Sant Francesc, que seran destruïdes a la seva retirada. Poc després, durant la Guerra carlista s'aixecaren aquestes tres torres actuals.